# Oceanside (Kalifornia)
Oceanside a kaliforniai San Diego megye harmadik legnagyobb városa. Népessége 1970 óta nő, 2007-ben 173 303 fő. Az Amerikai Népszámlálási Hivatal szerint a lakosság 2010-ben elérheti a 200 000 főt. Vista és Carlsbad városokkal szinte egy települést alkotnak. Oceanside az Egyesült Államok legforgalmasabb katonai bázisától, a Camp Pendletontól délre található.

## Történelem
A területet 1769-ben fedezték fel európai felfedezők. A 19. században farmokat hoztak létre és földet műveltek. Andrew Jackson Myers az 1880-as években alapította meg Oceanside-öt. A városháza az alapító lakhelyére épült. A 20. században Oceanside egy fürdőváros volt 9,7 km hosszú tengerparttal.

## Lakosság
A 2000-es népszámlálás 161 029 lakosról, 56 488 háztartásról és 39 259 családról számolt be. A népsűrűség 1 531,7/km2 volt.

Raszok:
- 53,6% fehér
- 30,2% latin
- 6,3% fekete
- 5,5% ázsiai
- 1,2% maori
- 0,4% őslakos vagy eszkimó
- 4,2% egyéb

| Lakosok száma | 167 086 | 174 558 | 174 068 |
|               | 2010    | 2013    | 2020    |